# Пастернак Ярослав Іванович (журналіст)
Яросла́в Іва́нович Пастерна́к (15 грудня 1958, Львів — 26 січня 2004, Львів) — український спортивний журналіст. Багатолітній керівник відділу спорту всеукраїнської газети «Високий Замок».
Закінчив Львівський державний університет імені Івана Франка.
Багатолітній керівник відділу спорту всеукраїнської газети «Високий Замок». Цей відділ неодноразово визнавали найкращим у конкурсі, який проводила Асоціація спортивних журналістів України.
Був одним із найвідоміших спортивних журналістів Львова. На шпальтах газети Ярослав Пастернак багато уваги приділяв розвитку масового спорту.
Після смерті журналіста було організовано міжнародний баскетбольний юнацький турнір пам'яті Ярослава Пастернака.